# Gymnosporia pubescens
Gymnosporia pubescens är en benvedsväxtart som först beskrevs av Norman Keith Bonner Robson, och fick sitt nu gällande namn av Jordaan. Gymnosporia pubescens ingår i släktet Gymnosporia och familjen Celastraceae. Inga underarter finns listade.